# South Australian Open 1976
Il South Australian Open 1976 è stato un torneo di tennis giocato sull'erba. È stata la 9ª edizione del torneo, che fa parte dei Tornei di tennis maschili indipendenti nel 1976 e Tornei di tennis femminili indipendenti nel 1976. Si è giocato ad Adelaide in Australia, dal 6 al 12 dicembre 1976.

## Campionesse

### Singolare maschile
John James ha battuto in finale  William Durham con il punteggio di 6–4 6–4

### Doppio maschile
Informazione non disponibile

### Singolare femminile
Chris O'Neil ha battuto in finale  Nerida Gregory con il punteggio di 3–6 6–4 6–0

### Doppio femminile
Nerida Gregory /  Rosalyn McCann hanno battuto in finale  Elizabeth Little /  Keryn Pratt con il punteggio di 6–3 6–2